# 钱包份额
錢包份額（英語：Share of wallet，縮寫SOW）是一种在绩效管理中常用的调查方法，帮助管理者理解一个公司从某些特定的顾客所获得的交易额。
另一个通俗定义是：钱包份额是顾客在某一个产品上花费的钱占其总开销的比率。
公司竞争的目的之一就是争夺他们占据顾客总开销的份额。通常，不同公司不会销售完全相同的商品，而是销售配套产品或互补产品。
Forte Consultancy认为，钱包份额是顾客对于某一个公司在一段时期内消费的比率。例如对于天然气零售商来说，是某一顾客一个月内在该零售商充气的次数，除以该顾客每月充气的总次数。如果顾客每月共充气4次，其中3次在该零售商充气，那么该零售商的钱包份额就是75%。